# Гильен, Оскар
Оскар Альберто Гильен Контрерас (исп. Óscar Alberto Guillén Contreras; родился 17 мая 1995 года в Мерида, Венесуэла) — венесуэльский футболист, опорный полузащитник клуба «Монагас».
Старший брат Оскара, Хавьер — также является профессиональным футболистом.

## Клубная карьера
Гильен начал профессиональную карьеру в клубе «Эстудиантес де Мерида». 11 августа 2013 года в матче против «Арагуа» он дебютировал в венесуэльской Примере. В начале 2017 года Оскар перешёл в «Монагас». 19 февраля в матче против своего предыдущего клуба «Эстудиантес де Мерида» он дебютировал за новую команду. В своём дебютном сезоне Гильен стал чемпионом страны.

## Международная карьера
В начале 2015 года Гильен в составе молодёжной сборной Венесуэлы принял участие в молодёжном чемпионате Южной Америки в Уругвае. На турнире он сыграл в матчах против команд Чили, Бразилии, Колумбии и Уругвая.

## Достижения
Командные
 «Монагас»
- Чемпионат Венесуэлы по футболу — 2017